# Пак (река, впадает в Панд-Орей)
Пак (англ. Pack River) — река в США, в северной части штата Айдахо.
Берёт начало в районе горного хребта Селкерк и течёт преимущественно в южном направлении. Впадает в северную оконечность озера Панд-Орей, из которого вытекает река Панд-Орей, впадающая в итоге в реку Колумбия. Пак является вторым по величине притоком озера после реки Кларк-Форк.
Длина реки составляет около 64 км, а площадь её бассейна — 751 км². Высота бассейна над уровнем моря меняется от 2265 до 615 м, со средним значением 1119 м. Верхняя часть бассейна преимущественно покрыта лесом. Среднее годовое количество осадков в бассейне реки составляет около 90 мм; большая часть их выпадает зимой в виде снега, преимущественно в горах. Средний расход воды — 9,7 м³/с.